# Noheji

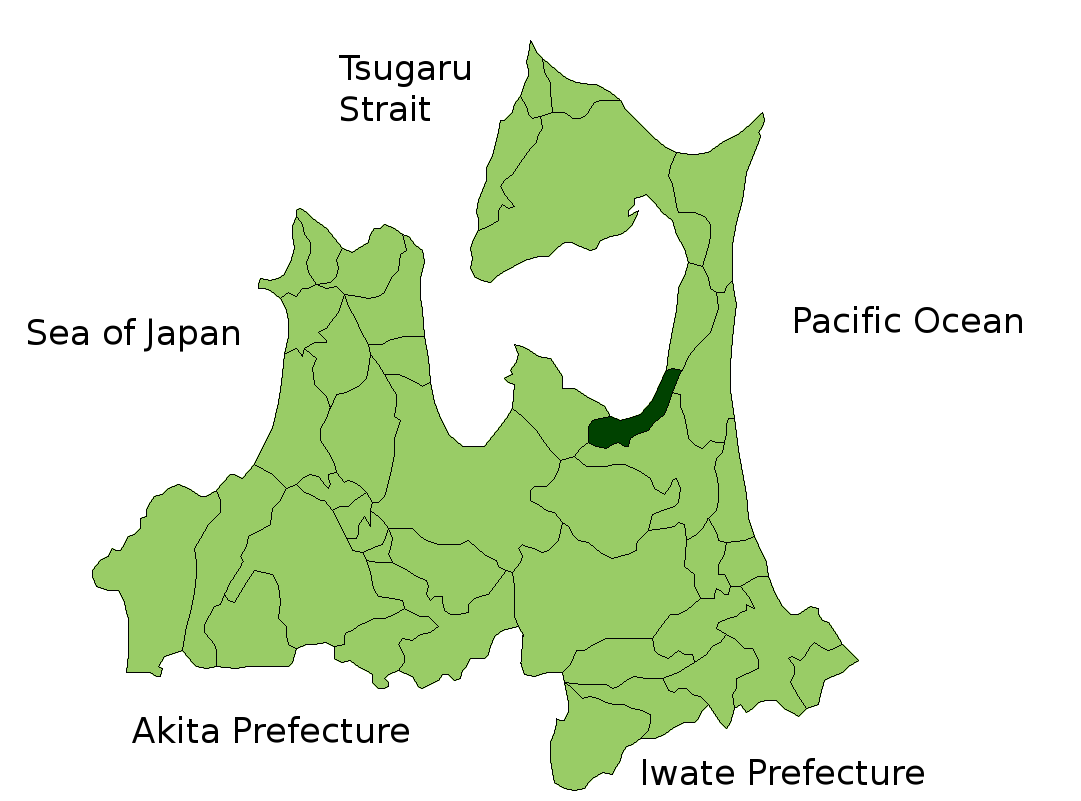
Emplacement de Noheji dans la préfecture d'Aomori.

Noheji (野辺地町, Noheji-machi) est un bourg du district de Kamikita, dans la préfecture d'Aomori, au Japon.

## Géographie

### Situation
Noheji occupe le littoral sud-est de la baie de Mutsu de la péninsule de Shimokita, dans le nord-est de la région du Tōhoku, au Japon.

### Démographie
En décembre 2015, le bourg de Noheji avait une population de 13 337 habitants répartis sur une superficie de 81,61 km2 (densité de population de 163 hab./km2).

### Municipalités voisines
- District de Kamikita
  - Yokohama
  - Tōhoku
  - Rokkasho
- District de Higashitsugaru
  - Hiranai

### Climat
Le bourg a un climat océanique froid caractérisé par des étés courts et frais et de longs hivers froids avec d'importantes chutes de neige.

## Histoire
Le secteur autour de Noheji a été habité par le peuple Emishi. Le nom « Noheji » est dérivé de ヌップペッ (nuppupet), ou « endroit où un fleuve traverse un champ » dans la langue aïnoue. Au cours de l'époque Edo, le secteur a été contrôlé par le clan Nambu du domaine de Morioka et a prospéré de la pêche et de sa situation sur la route reliant le domaine de Morioka au domaine de Hirosaki. Pendant la guerre de Boshin de la restauration de Meiji, la bataille de Noheji s'est déroulée entre les forces loyalistes de Tokugawa du domaine de Morioka et les forces pro-impériales du domaine de Hirosaki, le 11 novembre 1868. Pendant la réforme cadastrale de 1889, le village de Noheiji a été fondé. Il a été élevé au statut de bourg le 28 août 1898.

## Économie
L'économie de Noheji dépend fortement de la pêche professionnelle, particulièrement de la coquille Saint-Jacques, et de la culture de l'igname. Le bourg est également un centre commercial et de transport pour les secteurs ruraux environnants.

## Transport

### Chemin de fer
La ville est desservie par la ligne Aoimori Railway de la compagnie Aoimori Railway et la ligne Ōminato de la JR East. La gare de Noheji est la principale gare de la ville.

### Voies routières
- Route 4
- Route 279

## Culture locale et patrimoine

### Tourisme
À Noheji, le Makado onsen est aussi bien une station thermale qu'une station de sports d'hiver.

## Personnalités liées à la municipalité
- Tsuyoshi Ichinohe (né en 1976), skieur
- Takaya Eguchi (1900-1977), danseur